# Preston
Preston è una città e un distretto inglese del Regno Unito: il Lancashire. La città è situata lungo la riva nord del fiume Ribble, che sfocia nel Mare d'Irlanda, e non molto lontano dal confine con il Galles.
Il distretto fu creato con il Local Government Act 1972, il 1º aprile 1974 dalla fusione del County Borough di Preston con il distretto urbano di Fulwood e parte del distretto rurale di Preston.

## Geografia fisica
Preston sorge sulla riva destra del fiume Ribble, nella pianura costiera del the Fylde. La città è situata a 43 km a nord-ovest di Manchester e a 42 km a nord-est di Liverpool.

## Storia
Fu menzionata per la prima volta nel Domesday Book del 1086 come Prestune. Nel 1179 Enrico II d'Inghilterra concesse al villaggio i diritti amministrativi ed i privilegi commerciali legati all'istituzione di alcune gilde di mercanti. Nel XII secolo la lana prodotta nei dintorni iniziò ad essere lavorata nelle case di Preston. Nei decenni successivi si stabilirono a Preston alcuni tessitori fiamminghi che contribuirono ad espandere la locale industria laniera.
Data la sua posizione strategica, a metà strada tra Londra e la Scozia, fu teatro di alcune battaglie della storia britannica. Durante la guerra civile inglese fu teatro di uno scontro che culminò con la sconfitta delle truppe realiste e la cattura del loro generale, il duca di Hamilton, poi condannato a morte. Nella rivolta giacobita del 1715 Preston fu occupata dalle milizie del generale Thomas Forster, il quale tuttavia venne qui duramente sconfitto dalle truppe reali. 
Nel XIX secolo, con l'inizio della rivoluzione industriale, Preston si trasformò rapidamente da villaggio mercantile a cittadina manifatturiera. L'industria locale infatti si specializzò in particolare nella filatura e nella tessitura del cotone. Lo stesso inventore del telaio idraulico Richard Arkwright, nato proprio a Preston. Nel 1838 la città fu raggiunta dalla ferrovia. Lo sviluppo economico e l'espansione industriale presentarono ben presto anche i loro aspetti più negativi, come le difficili condizioni lavorative all'interno degli opifici. A causa di queste problematiche tra il 12 ed il 13 novembre 1842 i lavoratori di Preston, sull'esempio dei loro colleghi di altre città dell'Inghilterra nord-occidentale, scesero in sciopero. Nei decenni successivi, acconto all'industria tessile sorsero anche fabbriche metallurgiche, in particolare legate alla produzione di motori per locomotive, e chimiche. La risposta delle forze governative fu durissima e quattro manifestanti vennero uccisi. La crescita della città, la cui popolazione raggiunse le 120,000 unità, fu sostenuta anche dal completamento di nuove infrastrutture, come il porto sul Ribble, aperto nel giugno 1892.
Nel secondo dopoguerra iniziarono ad insediarsi in città numerosi immigrati provenienti dall'Asia e dai Caraibi. Nel 1958 venne costruita la tangenziale della città, la prima autostrada del Regno Unito, poi integrata nella M6. Al pari di altre città del nord-ovest inglese, negli anni settanta anche Preston dovette affrontare una lunga serie di chiusure di fabbriche, segnando così la fine della secolare industria tessile locale, e lo smantellamento di alcune importanti infrastrutture, come il porto, chiuso nel 1981. I vecchi stabilimenti industriali dismessi vennero quindi demoliti e rimpiazzati da centri commerciali o palazzine residenziali. La deindustrializzazione segnò una conseguente crescita della disoccupazione e di problemi sociali come quelli legati alla casa. La regina Elisabetta la fece città nel 2002.

## Cultura

### Istruzione

#### Musei
- Museo Harris, ospita collezioni di belle arti e di storia locale.
- Museo del Lancashire

#### Università
La città è sede dell'Università del Lancashire Centrale, fondata nel 1828.

## Infrastrutture e trasporti

### Strade
La tangenziale di Preston, inaugurata il 5 dicembre 1958 dall'allora primo ministro inglese Harold MacMillan fu il primo tratto autostradale in Inghilterra ed ora fa parte dell'autostrada M6.
Oltre alla M6 altre 3 autostrade interessano il passaggio di Preston:
- M61 - Preston - Manchester (via Chorley e Bolton)
- M65 - Preston - Colne (via Blackburn, Accrington e Burnley)
- M55 - Preston - Blackpool (via Kirkham)

### Ferrovie
La stazione di Preston è stata inaugurata nel 1838. È una stazione importante sulla linea della West Coast Main Line con collegamenti verso Londra, Glasgow, Aberdeen, Liverpool e Bolton.

### Autobus
Preston ha un servizio di autobus molto completo con 5 operatori che servono la città. Inoltre è servita anche da operatori nazionali che collegano Preston con altre città del Regno Unito.
È stata una delle prime città del Regno Unito ad installare un servizio di realtime sulle fermate degli autobus.

## Geografia antropica

### Parrocchie civili
Le parrocchie, che non coprono l'area del capoluogo e Fulwood, sono:
- Barton
- Broughton
- Ingol and Tanterton
- Goosnargh
- Grimsargh
- Haighton
- Lea
- Whittingham
- Woodplumpton

## Amministrazione

### Gemellaggi
- Almelo
- Nîmes
- Kalisz
- Recklinghausen

## Sport

### Calcio
La principale squadra di calcio della città è lo storico Preston North End Football Club. Nato nel 1863, fu tra i membri fondatori della Football Association e vinse le due prime edizioni del campionato inglese di calcio (1888-1889, 1889-1890). Disputa i suoi incontri interni al Deepdale che, essendo aperto dal 1878, risulta essere il più antico stadio di calcio inglese ad essere utilizzato.